# ریگ‌دد
ریگ‌دد (نام علمی: Chalicotherium) نام یک سرده از تیره ریگ‌ددان است. ریگ‌دد را چنین نامیده‌اند، چون دندان‌های آسیای بزرگ این جانور شبیه ریگ بودند. هنگام بلوغ، دندان‌های پیشین و دندان‌های نیش بالای ریگ‌دد می‌افتادند.
ریگ‌دد پستانداری تک‌سم‌سان بود که بین الیگوسن پسین و پلیوسن دیرین در اروپا، آسیا و آفریقا می‌زیست. این جانور کمی شبیه اسبی بزرگ به‌نظر می‌رسید، اما پاهایش به‌جای سم چنگال داشتند. فایده‌ی چنین چنگال‌هایی برای یک پستاندار سم‌دار تا مدت‌ها معمّا بود، اما حالا تصور می‌شود که این چنگال‌ها برای گرفتن شاخه‌ها و کشیدنشان به‌کار می‌رفته‌اند. از این گذشته، پاهای جلوی ریگ‌دد بلندتر از پاهای عقبش بودند و ویژگی‌های استخوان‌های دست و لگنش نشان می‌دهند که، درست مثل گوریل‌های  امروزی، مشت‌پیما بود. ریگ‌دد، وقتی در حال حرکت نبود، مدت‌ها روی گرده‌های کفلش می‌نشست و گیاه می‌خورد.
تا سال‌ها، روابط خویشاوندیِ ریگ‌دندان موضوعی اسرارآمیز بود. اما یافته‌های جدید نشان داده‌اند که این جانوران خویشاوندان تاپیرها بوده‌اند، هرچند وقتی چنگال‌های ریگ‌دندان را برای نخستین بار یافتند این را جانوری گوشت‌خوار تصور کردند. هرچند ریگ‌دندان خویشاوند تاپیرها و دیگر پستانداران تک‌سم‌سان بود، سم‌هایش به چنگال تبدیل شده بودند. تا جایی که می‌دانیم، این جانور تنها پستاندار سم‌داری بود که انگشت‌های چنگال نیاکانش دوباره در آن پدیدار شده بودند.